# Astronebris tatafilius
Astronebris tatafilius är en ormstjärneart som beskrevs av Paul O. Downey 1967. Astronebris tatafilius ingår i släktet Astronebris och familjen ribbormstjärnor. Inga underarter finns listade i Catalogue of Life.